# Album top 25
De Album top 25 was een jaarlijks terugkerend onderdeel van het KRO-radioprogramma American Connection. Aan het eind van het jaar konden luisteraars een top 5 insturen van dat jaar verschenen albums. Volgens een puntenwaardering (nummer 1 krijgt 5 punten, nummer 5 krijgt 1 punt) werd op basis van die lijstjes een top 25 opgesteld. De top 25 werd aan het eind van het jaar (verdeeld over twee uitzenduren) uitgezonden.

## 2001
1. Ryan Adams - Gold
2. Buddy & Julie Miller - Buddy & Julie Miller
3. Lucinda Williams - Essence
4. Rodney Crowell - The Houston Kid
5. Gillian Welch - Time (The Revelator)
6. Mary Gauthier - Drag Queens In Limousines
7. Various Artists - Poet: A Tribute To Townes Van Zandt
8. Chip Taylor - Black And Blue America
9. Steve Earle, Townes Van Zandt & Guy Clark - Together At The Bluebird Café
10. Eric Taylor - Scuffletown
11. Greg Trooper - Straight Down Rain
12. Nick Lowe - The Convincer
13. The Psychedelic Cowboys - Tragic Songs and Hop-A-Longs
14. Whiskeytown - Pneumonia
15. Toni Price - Midnight Pumkin
16. Jim White - Handcuffed To A Fence In Mississippi
17. Tom Russell - Borderland
18. Jesse Dayton - Tall Texas Tales
19. Alison Krauss & Union Station - New Favorite
20. Chris Knight - A Pretty Good Guy
21. Eliza Gilkyson - Beauty Way
22. Kelly Joe Phelps - Sky Like A Broken Clock
23. Anders Osborne - Ash Wednesday Blues
24. Ron Sexsmith - Blue Boy
25. Sarah Harmer - You Were Here

## 2002
1. Steve Earle - Jerusalem
2. Guy Clark - The Dark
3. Chip Taylor & Carrie Rodriguez - Let’s Leave This Town
4. Buddy Miller - Midnight And Lonesome
5. Peter Wolf - Sleepless
6. Bruce Springsteen - The Rising
7. Patty Griffin - 1000 Kisses
8. Mary Gauthier - Filth & Fire
9. Solomon Burke - Don’t Give up On Me
10. Alison Krauss & Union Station - Live
11. The Flatlanders - Now Again
12. Johnny Cash - American IV: The Man Comes Around
13. Linda Thompson - Fashionably Late
14. Kasey Chambers - Barricades & Brickwalls
15. Chuck Prophet - No Other Love
16. Dixie Chicks - Home
17. Tift Merritt - Bramble Rose
18. Dolly Parton - Halos & Horns
19. Ryan Adams - Demolition
20. Rod Picott - Stray Dogs
21. Wilco - Yankee Foxtrot Hotel
22. Slobberbone - Slippage
23. Hardpan - Hardpan
24. Caitlin Cary - While You Weren’t Looking
25. Delbert McClinton - Room To Breathe

## 2003
1. Lucinda Williams - World Without Tears
2. Greg Trooper - Floating
3. Emmylou Harris - Stumble Into Grace
4. Warren Zevon - The Wind
5. Dayna Kurtz - Postcards From Downtown
6. Kathleen Edwards - Failer
7. Brian Webb - Broken Folk
8. Rodney Crowell - Fate’s Right Hand
9. Jennie Stearns - Sing Desire
10. Natalie Merchant - The House Carpenter’s Daughter
11. Chris Knight - The Jealous Kind
12. Chris Smither - Train Home
13. Gillian Welch - Soul Journey
14. Chip Taylor & Carrie Rodriguez - The Trouble With Humans
15. Damien Rice - ‘O ‘
16. Scott Miller & The Commonwealth - Upside Downside
17. John Hiatt & The Goners - Beneath This Gruff Exterior
18. Ben Atkins - Mabelle
19. David Olney - The Wheel
20. Ben Weaver - Hollerin’ At A Woodpecker
21. Tandy - To A Friend
22. The Jayhawks - Rainy Day Music
23. Reckless Kelly - Under The Table & Above The Sun
24. Boris McCutcheon - When We Were Big
25. John Mellencamp - Trouble No More

## 2004
1. Steve Earle - The Revolution Starts Now…
2. Allison Moorer - The Duel
3. Eliza Gilkyson - Land Of Milk And Honey
4. JW Roy - Kitchen Table Blues
5. Buddy Miller - United Universal House Of Prayer
6. Nels Andrews - Sunday Shoes
7. Ron Sexsmith - Retriever
8. Dave Alvin - Ashgrove
9. Ray Lamontagne - Trouble
10. Fred Eaglesmith - Dusty
11. Slaid Cleaves - Wishbones
12. Rod Picott - Girl From Arkansas
13. Patty Griffin - Impossible Dream
14. JJ Cale - To Tulsa And Back
15. Tres Chicas - Sweetwater
16. Keb’ Mo’ - Peace…Back By Popular Demand
17. Lori McKenna - Bitter Town
18. Alison Krauss & Union Station - Lonely Runs Both Ways
19. Chuck Prophet - Age Of Miracles
20. Hayden - Elk Lake Serenade
21. John Fogerty - Déjà Vu All Over Again
22. Richard Shindell - Vuelta
23. Josh Ritter - Hello Starling
24. Jake Brennan & The Confidence Men - Love & Bombs
25. Alejandro Escovedo - Por Vida

## 2005
1. John Prine - Fair & Square
2. Ryan Adams & The Cardinals - Cold Roses
3. Neil Young - Prairie Wind
4. Eliza Gilkyson - Paradise Hotel
5. Ryan Adams & The Cardinals - Jacksonville City Lights
6. John Hiatt - Master Of Disaster
7. Bruce Springsteen - Devils And Dust
8. Greg Trooper - Make It Through This World
9. Sufjan Stevens - Come And Feel The Illinoise
10. Remmelt, Muus & Femke - The Long Way Round
11. Ad Vanderveen - Fields Of Plenty
12. Ry Cooder - Chavez Ravine
13. Rodney Crowell - The Outsider
14. Caitlin Cary & Chad Cockrell - Begonias
15. Kathleen Edwards - Back To Me
16. Bright Eyes - I’m Wide Awake This Morning
17. James McMurtry - Childish Things
18. Nickel Creek - Why Should The Fire Die
19. Mary Gauthier - Mercy Now
20. Shane Alexander - The Middle Way
21. Delbert McClinton - Cost Of Living
22. Richmond Fontaine - The Fitzgerald
23. T-99 - Cherrystone Park
24. Adam Carroll - Far Away Blues
25. Sara Lee Guthrie & Johnny Irion - Exploration

## 2006
1. Bob Dylan - Modern Times
2. Bruce Springsteen - We Shall Overcome / The Seeger Sessions
3. Jeffrey Foucault - Ghost Repeater
4. Johnny Cash - American V: A Hundred Highways
5. JJ Cale & Eric Clapton - The Road To Escondido
6. Boris & The Saltlicks - Cactusman Versus The Blue Demon
7. Tom Waits - Orphans: Brawlers, Bawlers & Bastards
8. Chris Knight - Enough Rope
9. Solomon Burke - Nashville
10. Kris Kristofferson - This Old Road
11. Ad Vanderveen - Cloud Of Unknowing
12. Ron Sexsmith - Time Being
13. Mark Knopfler & Emmylou Harris - All The Road Running
14. Shiner Twins - All In Store
15. Slaid Cleaves - Unsung
16. Darrell Scott - The Invisible Man
17. The Drams - Jubilee Dive
18. Kevn Kinney - Comin’ Round Again
19. Dixie Chicks - Taking The Long Way
20. Neil Young - Living With War
21. Fred Eaglesmith - Milly’s Café
22. Tim Easton - Ammunition
23. Kris Delmhorst - Strange Concersation
24. Linda Ronstadt & Anne Savoy - Adieu False Heart
25. Midlake - The Trials Of Van Occupanther

## 2007
1. Sam Baker - Pretty World
2. Steve Earle - Washington Square Serenade
3. Jimmy LaFave - Cimarron Manifesto
4. Robert Plant/Alison Krauss - Raising Sand
5. Ryan Adams - Easy Tiger
6. Lucinda Williams - West
7. Wilco - Sky Blue Sky
8. Eagles - Long Road Out Of Eden
9. Joe Henry - Civilians
10. Neil Young - Chrome Dreams II
11. Various artists - A Tribute to Larry Brown
12. Eilen Jewell - Letters From Sinners
13. Levon Helm - Dirt farmer
14. Mavis Staples/Ry Cooder - We’ll Never Turn Back
15. Iron And Wine - Shepherd’s Dog
16. John Fogerty - Revival
17. Bruce Springsteen - Magic
18. Oh Susannah - Short stories
19. Ry Cooder -  My Name Is Buddy
20. Chuck Prophet - Soap And Water
21. Mary Gauthier - Between Daylight & Dark
22. The Sadies - New Seasons
23. Patty Griffin - Children running through
24. Bettye Lavette - the Scene of the Crime
25. Stephen Simmons - Something In Between

## 2008
1. Rodney Crowell - Sex and Gasoline
2. Bob Dylan - Tell Tale Signs
3. Band Of Heathens - Band Of Heathens
4. Lucinda Williams - Little Honey
5. John Hiatt - Same Old Man
6. Ry Cooder - I, Flathead
7. Darrell Scott - Modern Hymns
8. Nels Andrews - Off Track Betting
9. Kathleen Edwards - Asking For Flowers
10. Ryan Adams & the Cardinals - Cardinology
11. Royal Wood - A Good Enough Day
12. Fleet Foxes - Fleet Foxes
13. Eliza Gilkyson - Beautiful world
14. Hayes Carll - Trouble In Mind
15. Drive-by Truckers - Brighter Than Creation’s Dark
16. Chris Knight - Heart Of Stone
17. Emmylou Harris - All I Intended To Be
18. Randy Newman - Harps And Angels
19. Otis Gibbs - Grandpa Walked A Picketline
20. Fred Eaglesmith - Tinderbox
21. Kasey Chambers & Shane Nicholson - Rattlin’ Bones
22. Jakob Dylan - Seeing Things
23. James McMurtry - Just Us Kids
24. Mark Erelli - Delivered
25. Reckless Kelly - Bulletproof

## 2009
1. Sam Baker - Cotton
2. Levon Helm - Electric Dirt
3. Israel Nash Gripka - New York Town
4. Steve Earle - Townes
5. Monsters Of Folk - Monsters Of Folk
6. Buddy & Julie Miller - Written In Chalk
7. Wilco - Wilco (the album)
8. Guy Clark - Somedays The Song Writes You
9. The Wailin’ Jenny’s - Live At The Mauch Chunk Opera House
10. John Gorka - So Dark You See
11. Richard Shindell - Not Far Now
12. Romy Mayes - Achin In Yer Bones
13. Jeffrey Foucault - Shoot the moon right between the eyes
14. Delbert McClinton - Acquired taste
15. Ian Hunter - Man Over Board
16. The Band Of Heathens - One Foot In The Ether
17. Jason Isbell and the 400 unit - Jason Isbell and the 400 Unit
18. Willie Nile - House of a Thousand Guitars
19. Chuck Prophet - Let Freedom Ring
20. Slaid Cleaves - Everything You Love Will Be Taken from You
21. Gregory Alan Isakov - The Empty Northern Hemisphere
22. Robert Earl Keen - The Rose Hotel
23. Bruce Springsteen - Working on a dream
24. The Flatlanders - Hills and Valleys
25. Eilen Jewell - Sea of Tears